# Radiometr Crookesa

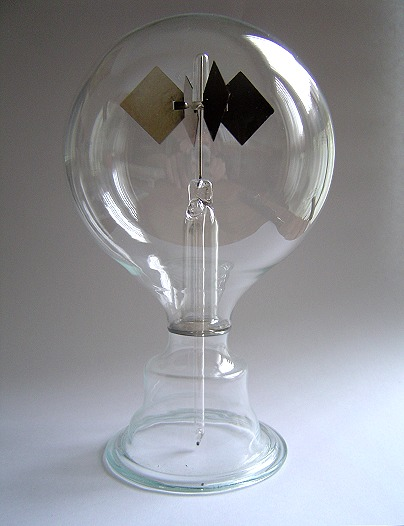
Radiometr Crookesa

Działający radiometr Crookesa

Radiometr Crookesa (wiatraczek słoneczny, młynek Crookesa, ang. light mill) – rodzaj radiometru, przyrząd do pomiaru intensywności światła. Jego pomysłodawcą i konstruktorem był w roku 1873 fizyk angielski William Crookes. Gdy na radiometr pada światło, wiatraczek w jego wnętrzu zaczyna się obracać i prędkość obrotów zależy od intensywności oświetlenia. Po zasłonięciu światła niewielkie opory ruchu osi powodują zatrzymanie wiatraczka. Według koncepcji Crookesa, przyrząd ten miał wykazywać, że światło wywiera ciśnienie na powierzchnię, na którą pada.

## Budowa radiometru Crookesa
Urządzenie to składa się z wiatraczka umieszczonego w szklanej bańce. Skrzydła wiatraczka z jednej strony są czarne, natomiast z drugiej – posrebrzone. Wiatraczek umocowany jest na delikatnej osi tak, aby opory mechaniczne przy obrocie wiatraczka były zminimalizowane. Szklana bańka wypełniona jest powietrzem o znacznie obniżonym ciśnieniu.

## Zasada działania radiometru
Początkowo sądzono, że wiatraczek kręci się na skutek ciśnienia wywieranego przez światło. Tego zdania był sam Crookes. Fakt istnienia takiego ciśnienia był już wtedy przewidziany przez Jamesa Clerka Maxwella. Powodem obrotów wiatraczka miała być różnica w momentach sił spowodowanych tym ciśnieniem na czarną i posrebrzoną stronę skrzydła wiatraczka. Crookes sądził, że od posrebrzonej powierzchni światło odbija się, natomiast przez czarną jest pochłaniane – stąd różnica w wywieranym ciśnieniu. Dziś można by powiedzieć, że fotony przekazują posrebrzonej powierzchni pęd 2p, podczas gdy czarnej tylko p. Wiatraczek zatem powinien obracać się w kierunku zgodnym z kierunkiem padania światła na posrebrzoną powierzchnię, czyli czarną stroną do przodu. Jednak okazało się, że wiatraczek kręci się w odwrotną stronę.
Wyjaśnienie znalazł Osborne Reynolds, a jego opis matematyczny poprawił J.C. Maxwell. Przyczyną takich obrotów wiatraczka jest różne nagrzewanie się powierzchni jasnej i ciemnej na skutek absorpcji promieniowania. Czarna powierzchnia nagrzewa się silniej i powoduje wzrost temperatury gazu znajdującego się w jej pobliżu. Gaz przepływa od zimnej strony skrzydła (srebrnej) do ciepłej (czarnej). Ten ruch powoduje różnicę ciśnień z obu stron skrzydła i ruch wiatraczka. Reynolds przeprowadził swoje rozumowanie dla przypadku, gdy skrzydła wiatraczka wykonane są z materiału porowatego – przepuszczalnego dla gazu. To samo zjawisko będzie zachodziło jednak również w przypadku litej substancji – wówczas przepływ powietrza będzie zachodził nie porami, tylko na krawędzi skrzydła.
Dodatkowym argumentem przemawiającym za takim mechanizmem jest fakt, że zmniejszenie ciśnienia powietrza w bańce radiometru poniżej pewnego progu (około 10−4 Pa), powoduje zaniknięcie zjawiska – wiatraczek przestaje się obracać. Gdyby przyczyną obrotów było ciśnienie promieniowania, wówczas zmniejszanie ciśnienia, nawet do stanu doskonałej próżni, powinno powodować zmniejszenie oporów powietrza i coraz lepsze działanie radiometru.
Z drugiej strony wzrost ciśnienia powoduje wzrost oporu aerodynamicznego, który również prowadzi do zatrzymania wiatraczka. Dzieje się to, gdy ciśnienie wzrośnie powyżej 1 Pa.
Na początku XX wieku skonstruowano radiometry rzeczywiście mierzące ciśnienie światła. Efekt da się zaobserwować, gdy zastosuje się bardzo wysoką próżnię, zawieszenie wiatraczka o minimalnym oporze ruchu i zabezpieczenie jego skrzydełek powłoką szklaną dla zapobieżenia odgazowywaniu. Łopatki obracają się wówczas w kierunku przeciwnym niż w standardowym radiometrze Crookesa. Urządzenie takie skonstruował w 1901 r. Piotr Lebiediew, a także Ernest Nichols i Gordon Hull.